# Танкова дивізія

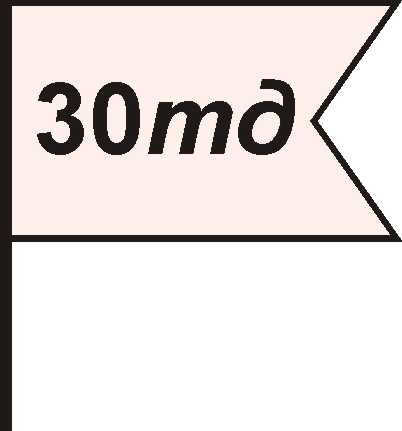
Умовне позначення на робочих картах командного пункту танкової дивізії (вживався за радянських часів та на пострадянському просторі)

Та́нкова дивізія (також бронетанкова дивізія) — основне тактичне з'єднання в танкових (бронетанкових) військах ряду держав, яка призначена для виконання тактичних та оперативно-тактичних завдань у складі загальновійськового угруповання військ, а в деяких випадках і самостійно у тісній взаємодії зі з'єднаннями, частинами і підрозділами інших родів військ і спеціальних військ Сухопутних військ в різних умовах.

## Історія створення

### СРСР
У Червоній армії тд вперше були створені у 1940 році на базі окремих танкових бригад. Як правило, вони входили до складу механізованих корпусів. Тд складалася з двох танкових, мотострілецького і гаубичного артилерійського полків, зенітного дивізіону, частин і підрозділів спеціальних військ і тилу. За штатами воєнного часу в ній передбачалося мати близько 11 тис.чол., 375 танків, 95 бронемашин, 40 (в тому числі 12 зенітних гармат) і 45 мінометів.
На початок Другої світової війни(ДСВ) у Червоній армії нараховувалося 58 тд у складі механізованих корпусів і 3 окремі тд; більшість з них перебувала на стадії формування і доукомплектування.
Відповідно до прийнятого незабаром рішення ДКО про розформування механізованих корпусів матеріальна частина і особовий склад розформованих тд прямували на доукомплектовування танкових бригад і окремих танкових батальйонів. З 1 травня 1942 року до кінця війни зберігалося лише 2 тд. Після ДСВ тд у Радянській Армії створювалися шляхом переформування танкових корпусів. Організаційна структура тд і її частин удосконалювалася у напрямах підвищення їх вогневої потужності, маневреності і автономності дій.

## Структура
Сучасна танкова дивізія, як правило, має у своєму складі 2-3 танкових, мотопіхотний, мотострілецький або механізований полки, артилерійський полк, зенітно-ракетний полк, частини і підрозділи спеціальних військ і тилу.

## Галерея
Емблеми танкових дивізій деяких країн світу

2-га бронетанкова дивізія (США)
7-ма бронетанкова дивізія (США)
1-ша танкова дивізія Лейбштандарте-СС «Адольф Гітлер»
3-тя танкова дивізія СС «Мертва голова»
5-та танкова дивізія СС «Вікінг»
116-та танкова дивізія Вермахту
4-та танкова дивізія ЗС Канади
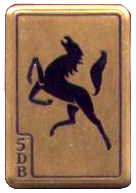
5-та танкова дивізія ЗС Франції
2-га танкова дивізія Австралії
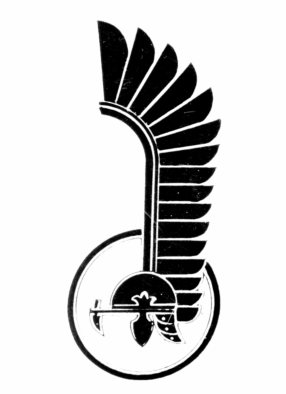
1-ша танкова дивізія Польщі
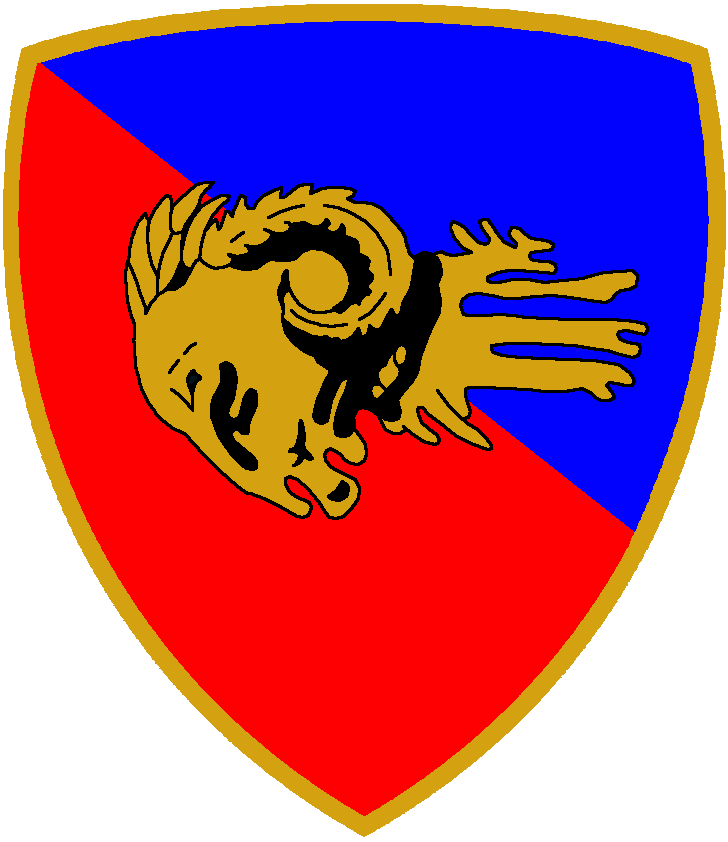
132-ша бронетанкова дивізія армії Італії